# Jacob Owusu-Akyeampong
Jacob Owusu-Akyeampong es un diplomático ghanés retirado.
- De 1954 a 1955 fue Community Development Oficial.
- De 1956 a 1960 fue Auditor.
- De 1960 a 1963 fue secretario adjunto en el Ministerio de Asuntos Exteriores.
- De 1963 a 1965 fue consejero, Alto Comisionado en funciones en Nueva Delhi.
- De 1965 a 1966 fue consejero de embajada en Moscú.
- De 1966 a 1967 fue director de departamento África en el Ministerio de Asuntos Exteriores.
- De 1967 a 1968 fue primer secretario de administración en funciones en el Ministerio de Asuntos Exteriores.
- De 1969 a 1970 fue Alto Comisionado en Lagos (Nigeria).[2]
- Del 4 de febrero de 19711 al 31 de julio de 1974 fue Alto Comisionado en Canberra (Australia).
- En agosto de 1971 fue coacreditado en Kuala Lumpur (Malasia).[3]